# Bajm Live – Akustycznie
Live – Akustycznie – pierwszy album koncertowy zespołu Bajm wydany 27 listopada 2015 przez Fonografika. W skład albumu weszły płyta DVD z zapisem koncertu który odbył się 4 października w studiu telewizji TVP Lublin oraz płyta CD z największymi przebojami wykonanymi na żywo podczas trasy koncertowej.

## Lista utworów
DVD
1. Płomień z nieba
2. Noc po ciężkim dniu
3. Lola, Lola
4. Siedzę i myślę
5. Taka Warszawa
6. Jezioro szczęścia
7. Żal mi tamtych nocy i dni
8. Belle ami
9. Teraz płynę
10. Dwa serca dwa smutki
11. Być z Tobą
12. Biały stół
13. Piechotą do lata
14. Kamienny las
15. Plama na ścianie
16. Ja

CD
1. Płomień z nieba
2. Noc po ciężkim dniu
3. Lola, Lola
4. Siedzę i myślę
5. Taka Warszawa
6. Jezioro szczęścia
7. Żal mi tamtych nocy i dni
8. Biały stół
9. Dwa serca, dwa smutki
10. Być z Tobą
11. Ja